# Parque nacional Girringun
El parque nacional Girringun es un parque nacional en Queensland (Australia), ubicado a 1291 km al noroeste de Brisbane. En su creación en 1994 se denominó parque nacional Lumholtz, denominación que se cambió por la actual en 2003. En 1986 fue incluido dentro de la lista de sitios del Patrimonio de la Humanidad de la Unesco bajo la denominación conjunta Trópicos húmedos de Queensland.